# Lagerrisiko
Unter einem Lagerrisiko versteht man in der Betriebswirtschaftslehre die Gefahr, dass Lagerbestände während der Lagerhaltung mengenmäßig oder qualitativ beeinträchtigt werden, im Wert verlieren oder nicht verkauft werden können.  

## Allgemeines
Das Lagerrisiko gehört insbesondere bei lagerintensiven Unternehmen zu den bedeutendsten Unternehmensrisiken. Hierzu zählen vor allem der Handel (Großhandel, Einzelhandel) oder die Industrie (Anlagen-, Flugzeug- oder Schiffbau). Als lagerintensive Betriebe werden Unternehmen bezeichnet, bei denen der Anteil der Lagerkosten an den Gesamtkosten oder der Anteil der Lagervorräte an den gesamten Aktiva erheblich ist und mehr als 25 % der Aktiva ausmacht. Lagerrisiken stellen ein Bestandsrisiko dar, zu dem auch das Risiko aus einem Portfolio gehört. Der Lagerbestand setzt sich aus Roh-, Hilfs- und Betriebsstoffen, Halbfabrikaten, Zwischenprodukten und Fertigerzeugnissen (Waren, Commodities) zusammen. Sie alle sind – mit unterschiedlicher Intensität – Lagerrisiken ausgesetzt. Kein Lagerrisiko tragen rein auftragsbezogene Unternehmer (etwa der Kommissionär), ein verhältnismäßig geringes Lagerrisiko die Unternehmen mit Remissionsrechten wie der Buchhandel.

## Arten
Lagerrisiken setzen sich aus Lagermengenrisiko, Lagerqualitätsrisiko und Lagerwertrisiko zusammen. Das Lagermengenrisiko bezieht sich auf den ganzen oder teilweisen Verlust (durch Diebstahl, Schwindung) oder die Vernichtung (durch Feuer, Naturkatastrophen, Vandalismus) eingelagerter Vorräte. Das Lagermengenrisiko kann auch in der Gefahr zu kleiner Lagerbestände bestehen, wodurch die Lieferbereitschaft beeinträchtigt wird. Das Lagerqualitätsrisiko besteht in der Gefahr des Verderbs, der Beschädigung, Korrosion oder Alterswertminderung. Das Lagerwertrisiko ist die Folge eines eingetretenen Lagermengen- und/oder Lagerqualitätsrisikos und besteht in der Gefahr der Wertminderung des Lagerbestands. 
Die oft zu den Lagerrisiken gerechneten Gefahren des Marktpreisverfalls, des Modewechsels, des technischen Veraltens gelagerter Güter oder des Auftauchens von Konkurrenzprodukten sind weder ein Lagermengen- noch ein Lagerqualitätsrisiko, sondern ein Marktpreisrisiko.

## Versicherung und Bilanzierung
Das Lagerrisiko ist nur gegen das Lagermengen- und Lagerqualitätsrisiko versicherbar (Diebstahl-, Feuer-, Betriebsunterbrechungsversicherung), so dass es im Versicherungsfall zur Schadensregulierung kommt. Eine zusätzliche Bilanzierung von Wertminderungen ist dann nicht statthaft. Nicht versicherbare oder versicherbare, aber nicht versicherte Lagerrisiken unterliegen beim Umlaufvermögen dem strengen Niederstwertprinzip des § 253 Abs. 4 HGB. Danach sind bei Vermögensgegenständen des Umlaufvermögens Abschreibungen vorzunehmen, um diese mit einem niedrigeren Wert anzusetzen, der sich aus einem Börsen- oder Marktpreis am Bilanzstichtag ergibt. Der Buchwert gestohlener oder sonst wie abhanden gekommener, nicht versicherter Lagerbestände ist als „Verluste aus dem Abgang von Gegenständen des Anlagevermögens“ als „sonstige betriebliche Aufwendungen“ (§ 275 Abs. 2 Nr. 8 HGB) auszubuchen.

## Betriebswirtschaftliche Aspekte
Eine der wichtigsten Handelsfunktionen ist der Ausgleich zwischen dem Herstellungs- und Verbrauchszeitpunkt, der durch Lagerung überbrückt wird. In den Handelsspannen des Handels ist daher das Lagerrisiko berücksichtigt.  
Ein steigendes Absatzvolumen sorgt für ein abnehmendes Lagermengenrisiko und umgekehrt. Je höher die Bestellmenge bei der Beschaffung ausfällt, umso höher ist der durchschnittliche Lagerbestand und umso höher sind Lagerkosten und Lagerrisiko. Lagerrisiken allgemein können durch Just-in-time-Produktion gesenkt werden, weil sie für eine Verringerung der Vorräte sorgt. Lagerrisiken hängen eng mit der betriebswirtschaftlichen Kennzahl der Lagerumschlagshäufigkeit zusammen, die vor allem in Industrie- und Handelsunternehmen mit intensiver Vorratshaltung von Bedeutung ist. Je höher die Lagerumschlagshäufigkeit, umso geringer ist das Lagerrisiko sowie die Kapitalbindung und umgekehrt. Eine höhere Lagerumschlagshäufigkeit führt zur Kapitalfreisetzung, die wiederum die Liquidität eines Unternehmens verbessert und Lagerrisiken vermindert. Eine hohe Lagerumschlagshäufigkeit verbessert auch die Rentabilität und damit den Gewinn. Filialisten mit ihren hohen Raumkosten (Mietpreise in bester Geschäftslage) sind auf eine hohe Lagerumschlagshäufigkeit angewiesen, um den nachteiligen Kosteneffekt wieder auszugleichen. Schließlich verkürzt eine hohe Lagerumschlagshäufigkeit auch die Lagerdauer (die Verweildauer von Waren im Lager), wodurch wiederum die Lagerrisiken von Verderb, Beschädigung oder Schwindung sinken.